# جوش باول (سياسي)
جوش باول (بالإنجليزية: Josh Powell)‏ هو سياسي أمريكي، ولد في 14 مارس 1986. حزبياً، نشط في الحزب الجمهوري. وقد انتخب عضو مجلس نواب كنساس.